# Gill Furniss
Gillian Furniss (née le 14 mars 1957) est une femme politique du Parti travailliste britannique et députée de Sheffield Brightside et Hillsborough.

## Éducation
Elle est née à Sheffield, fille d’un ouvrier métallurgiste. Elle étudie à la Chaucer School, à Sheffield et obtient un baccalauréat en bibliothéconomie et en sciences de l’information de la Leeds Metropolitan University en 1998, en tant qu’étudiant adulte. Après avoir quitté l’école, elle travaille comme bibliothécaire et est ensuite administratrice à l’hôpital général du Nord.

## Carrière politique
En 1998, elle se présente sans succès comme candidate du Parti travailliste dans le quartier de Hillsborough pour le conseil municipal de Sheffield, mais est ensuite élue dans le quartier de Manor l'année suivante. Elle est réélue dans le même quartier en 2003, avant d'être élue dans le quartier de Southey jusqu'à sa démission en 2016,.
Elle se présente sans succès comme candidate du Parti travailliste à Sheffield Hallam aux élections générales de 2001, terminant à la troisième place.
Elle est la veuve de Harry Harpham, député de Sheffield Brightside et Hillsborough, qui l'a employée comme assistante à temps partiel après son élection à l'élection générale de 2015.
Après le décès de son mari en février 2016, elle est sélectionnée comme candidate travailliste à l'élection partielle de Sheffield Brightside et Hillsborough qui a lieu le 5 mai 2016. Elle remporte l'élection partielle avec une part de vote accrue et une majorité de 9 590 voix (42,5%) par rapport au candidat classé deuxième, représentant UKIP. Elle est réélue aux élections générales de 2017.
Au Parlement, elle siège au Comité Femmes et Égalité. En octobre 2016, elle est nommée shadow ministre (Stratégie commerciale, énergétique et industrielle) (Acier, Poste et Protection du consommateur).